# Engelbert Humperdinck
Engelbert Humperdinck (Madras, Indija, 2. svibnja 1936.) pravim imenom Arnold George Dorsey, čuveni je britanski pjevač koji je najveću slavu stekao krajem 1960-ih godina prošlog stoljeća.

## Rođen u Indiji
Rođen je kao jedno od desetoro djece u obitelji Olive i Mervyna Dorseya, britanskog časnika. Kad je imao deset godina, obitelj je preselila u Englesku, u gradić Leicester, a samo godinu kasnije mali Arnold dolazi u kontakt s glazbom, počinje učiti saksofon.

## Početak glazbene karijere
Već kao teenager, ranih 50-ih godina, svira u noćnim klubovima, a sa 17 godina počinje i pjevati pod imenom Gerry Dorsey.
Njegovi pjevački nastupi prekidaju se koju godinu kasnije kad služi u britanskoj vojsci, te potom nastavlja, da bi ga, 1961. godine, od pjevanja ovaj put udaljila tuberkuloza, koju je uspješno zaliječio i nastavio s karijerom slabo poznatog pjevača. 
Tako je to trajalo do 1966. godine, kad susreće managera Gordona Millsa, čovjeka koji je netom stvorio jednu drugu veliku pjevačku zvijezdu – Velšanina Toma Jonesa.

## Millsova taktika
Mills je, iako je i sam bio mlad (rođen 1935.), već bio iskusan i pronicljiv manager. Znalački je znao prepoznati pravi potencijal, i, kako je upravo lansirao Toma Jonesa na prva mjesta svjetskih top lista, uvidio je da i u Dorseyu leži potencijal. Ali još je nešto Mills imao na umu. 
On je imao u vidu da su „Beatlesi“  (tada)  preferirali gotovo izvorni rock'n roll, i djelovali kao simpatični teenageri,  dok su „Stonesi“ već formirali neki novi rock i djelovali kao mangupi iz zadnje klupe, pa su, dakle, bili su antipod jedni drugima, i nisu si bili međusobno konkurencija, a oba je sastava publika (ali i kritika) prihvatila, te su i jedni i drugi su ušli u povijest rocka.
Mills je tako ispravno zaključio da Beatlesi i Rolling Stonesi veliki dio svoje slave i popularnosti mogu zahvaliti, i, međusobnom rivalitetu koji su svojim djelovanjem stvorili.
Još ranije, od 50-ih godina, sličnim su (za publiku) rivalstvom, popularnost sebi podgrijavala i dvojica slavnih američkih pjevača (i glumaca). Bili su to Frank Sinatra i Dean Martin. 
Tako je Mills odlučio je zaigrati na sličnu kartu. Već slavnom, mlađem, Velšaninu Tomu Jonesu, pjevaču zvonkog i snažnog baritona, izrazitog macho stava i zračećeg seksepila, odlučio je „suprotstaviti“ pjevača smirenog, baršunastog glasa, dostojanstvenih i odmjerenih kretnji, četiri godine starijeg markantnog Engleza, Arnolda Dorseya.
I, nije pogriješio. Nakon Toma Jonesa i Dorsey je stekao svjetsku slavu.

## Novi početak, novo ime
Arnold Dorsey se Millsu činilo previše prozaično ime, predložio je svom novom pulenu neko ime koje će zaintrigirati publiku. 
U „modi“ su bila kratka imena i prezimena. Npr. već rečeni Tom Jones, pa John Lennon, Ringo Starr, Mick Jagger, itd., itd., a Mills je odlučio zaigrati na suprotno. Svom je novom štićeniku dao novo, dugačko ime i prezime.
Za Arnolda Dorseya Mills je tvrdio da će uspjeti jer je pjevač anđeoskog glasa. Stoga mu je dao ne čak ni englesko, nego njemačko ime i prezime – Engelbert Humperdinck, jer Engelbert je, inače, njemačka inačica hrvatskog imena Anđelko (dakle, asocijacija na Dorseyev anđeoski glas).  A pravi Engelbert Humperdinck je, ustvari bio njemački operni skladatelj iz 19. stoljeća. 
Zanimljivo je da je nedugo nakon lansiranja u sam vrh svjetske pop scene ove dvojice slavnih pjevača, Gordon Mills, opet poigravši se imenima, lansirao još jednog pjevača, koji doduše nije dostigao slavu Humperdincka i Toma Jonesa, ali je bio prilično popularan u 70-im godinama prošlog stoljeća. Pjevača Raymond Edward O'Sullivana "prekrstio" je, koristeći imena britanskih opernih stvaralaca (libretist William Schwenck Gilbert i skladatelj Arthur Sullivan) i "rođena" je još jedna pjevačka zvijezda tog doba Gilbert O'Sullivan.

## Release me
Mills odmah s londonskom diskografskom kućom „Decca“ ugovara za Humperdincka prvo snimanje i 1967. godine izlazi singl s pjesmom „Release me“, američkog skladatelja Eddiea Millera, skladane još 1946. godine. Pjesmu je dotada izvelo nekoliko pjevača, bez nekog uspjeha, osim što je 1962. izvjestan uspjeh polučila američka pjevačica Esther Phillips, izvodeći je u R & B (Rhythm and Blues) izvedbi.
I odmah, s tim prvim svojim hitom Engelbert Humperdinck postiže fantastičan uspjeh. „Release me“ u ožujku 1967. godine odmah zauzima prvo mjesto britanske top liste i drži ga šest tjedana, te se još mjesecima nalazi pri vrhu i engleskih i američkih top lista, i najveći je svjetski hit te godine. Potpuno identično kao u slučaju Toma Jonesa i Green Green Grass of Home: Humperdinckova izvedba „Release me“, uz pratnju ženskog zbora, je ušla u antologiju svjetske popularne glazbe i slobodno se može reći da je on proslavio tu, do tada slabo poznatu pjesmu, kao i da je ona proslavila njega.
„Release me“ je, i prvi hit Engelberta Humperdincka, i njegov najveći uspjeh.

## Novi hitovi
Nakon ogromnog uspjeha pjesme „Release me“, iste 1967. godine slijede hitovi „There Goes My Everything“ i „The Last Waltz“, pa iduće,  1968. godine „Am I That Easy to Forget“, zatim „A Man Without Love“, 1969. godine „The Way It Used To Be“ i mnogi drugi, a uglavnom su svi njegovi najveći hitovi postali evergreeni i među ozbiljnijim slušateljstvom rado su slušani i dan danas te su doživjeli i nebrojene orkestralne izvedbe.
Engelbert Humperdinck jedan je od najprodavanijih izvođača u povijesti diskografije.

## Nastupi u SAD
Kao i u slučaju Toma Jonesa, karijera mu sredinom 70-ih godina počinje stagnirati, snima manje hitova, uglavnom su to sladunjave pjesme zahvaljujući kojima ga proglašavaju „Kraljem romance“, i on također počinje sve više nastupati u SAD, prvenstveno u Las Vegasu, te dugo godina održava i do 200 (dvije stotine) koncerata godišnje! Uz to i dalje snima nove pjesme, te obrade starih, kao i kompilacije.
Naravno, zahvaljujući svemu tome, postaje izuzetno bogat, živi između Engleske, Kalifornije i Nevade (Las Vegas), u Engleskoj kupuje i jedan drugoligaški nogometni klub, a dok je živio u Hollywoodu kupio je kuću nekad slavne, tragično stradale glumice Jayne Mansfield.

## Privatno
Unatoč svom statusu megazvijezde i brojnim aferama koje su mu pripisivane, u braku je s Patricijom i imaju četvero djece a svi su uključeni u njegovu karijeru i žive između Velike Britanije i SAD.

## Diskografija (dio)
1967. "Release Me (And Let Me Love Again)"
1967. "There Goes My Everything"
1967. "The Last Waltz"
1968.  "Am I That Easy to Forget"
1968.	"A Man Without Love" 
1968.	"Les Bicyclettes de Belsize"
1969.   "The Way It Used To Be"
1969.	"I'm A Better Man"
1969.	"Winter World Of Love"
1970.    "My Marie"
1970.	"Sweetheart"
1971.   "When There's No You"
1971.	"Another Time, Another Place" 
1972.   "Too Beautiful To Last"
1972.	"In Time"
1972. 	"I Never Said Goodbye"
1973.	"I'm Leavin' You"
1973.    "Love Is All"
1975.  	 "This Is What You Mean To Me"
1976.    "After The Lovin'"
1977.  	 "Goodbye My Friend"
1978.    "This Moment In Time"
1980.	 "Love's Only Love"
1983.	 "Til You And Your Lover Are Lovers Again"
1988.    "Nothing's Gonna Change My Love For You"
1989.    "Ich denk an Dich"
1999.    "Quando Quando Quando"
2000.    "How To Win Your Love"